# Napa (fiume)
Il fiume Napa, lungo circa 55 miglia (89 km), è un fiume dello Stato della California. Scorre attraverso una valle famosa per la produzione del vino, la Napa Valley, fra le montagne a nord-est di San Francisco. Il Milliken Creek è un affluente del fiume Napa.

## Corso
Il fiume Napa nasce a nord-ovest della Contea di Napa, dal Mount Saint Helena delle Montagne Mayacamas. 

Scorre verso sud per 4 miglia (6 km) fino ad entrare nella Napa Valley. Da lì il fiume scorre in direzione sud-est attraversando Calistoga, St. Helena, Rutherford, Oakville e Napa. 
Superata Napa, il fiume forma un estuario entrando nel Mare Island Strait, uno stretto canale sulla San Pablo Bay. Lo spartiacque del fiume Napa comprende circa 1.103 km².

## Storia naturale
Conosciuto per i vigneti della sua valle, il fiume Napa offre un habitat ideale per salmoni e trote iridee. Anche se il salmone Chinook si riproduce ancora nel fiume, la popolazione del salmone Coho del corso si è estinta, mentre la popolazione di splittail è diminuita notevolmente.

## Il Napa Creek Flood Protection Project
Dopo la devastante alluvione del 1986, il dormiente Napa River Flood Project è stato rivitalizzato. Il progetto ha subito una lunga riprogettazione che è stata approvata dagli elettori locali nel 1998. La costruzione di tale progetto iniziò nel 2000 e si prevede che continuerà fino al 2011.

## Attività ricreative

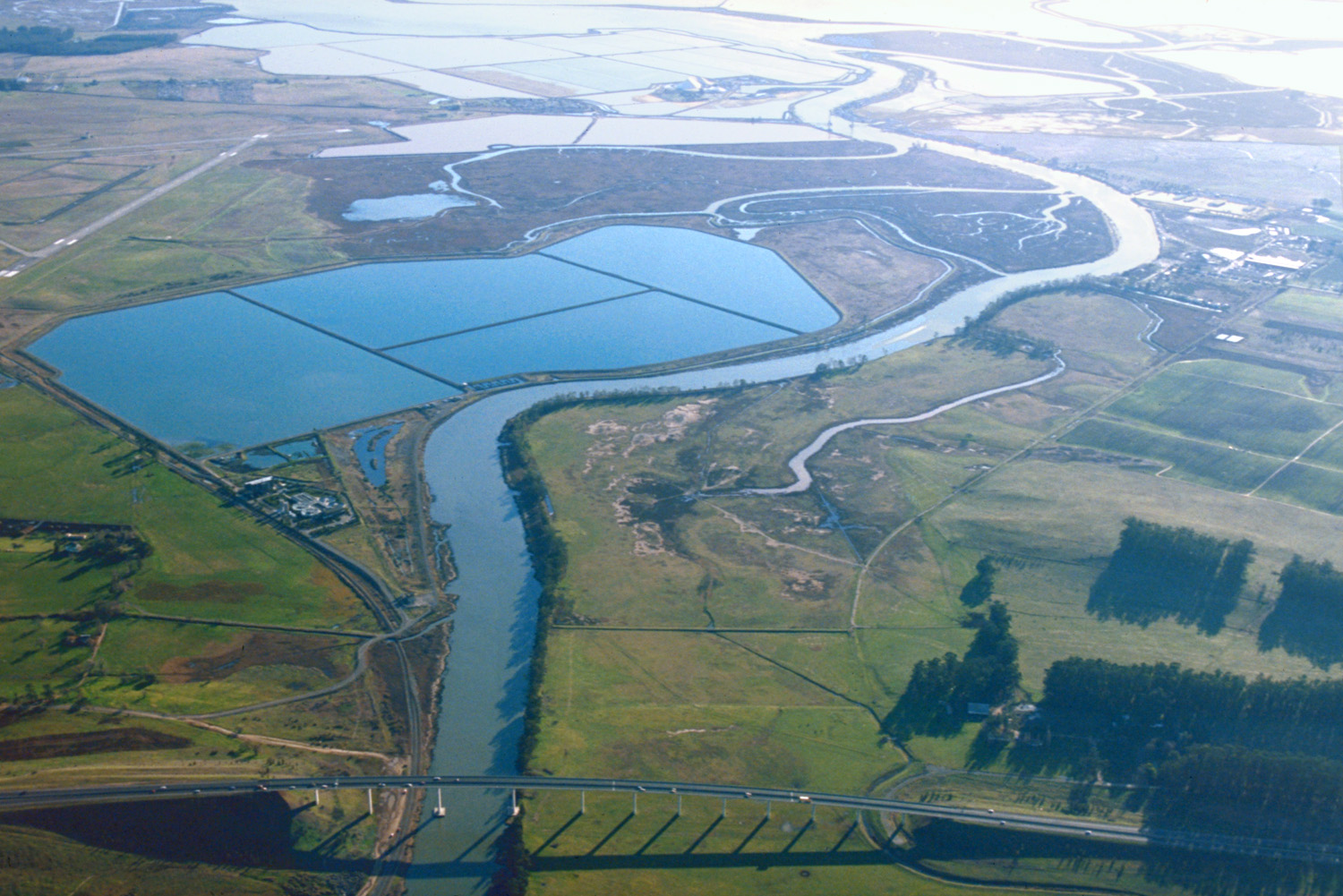
Veduta aerea del fiume Napa

Il fiume Napa e il suo spartiacque offrono numerose attività ricreative. Sulla parte superiore del fiume possono essere effettuati il rafting e il whitewater kayaking. La zona inferiore del fiume è adatta alla canoa, al kayak e alla motonautica.